# Jumputrejo
Jumputrejo is een bestuurslaag in het regentschap Sidoarjo van de provincie Oost-Java, Indonesië. Jumputrejo telt 8686 inwoners (volkstelling 2010).